# Utazás az éjszaka mélyén
Az Utazás az éjszaka mélyén egy amerikai-brazil-német koprodukcióban készült bűnügyi thriller, Brendan Fraser főszereplésével.

## Történet
Rosso (Scott Glenn) és fia, Paul (Brendan Fraser) egy szállodát működtetnek São Paulo-ban, Brazíliában. A szálloda egyben bordélyház is. A két férfi nem jön ki jól egymással, Paul kábítószerfüggő, és minden problémájáért az apját okolja. Egy nap az egyik vendég a szállodában hagy egy pénzzel tömött aktatáskát, amire mind az apának, mind a fiúnak szüksége van, hogy végre otthagyhassa a sötét brazil várost, amit gyűlöl.

## Szereplők
| Szereplő | Színész                 | Magyar hang     |
| -------- | ----------------------- | --------------- |
| Paul     | Brendan Fraser          | Viczián Ottó    |
| Wemba    | Mos Def                 | Dányi Krisztián |
| Rosso    | Scott Glenn             | Jakab Csaba     |
| Monique  | Alice Braga             | Böhm Anita      |
| Angie    | Catalina Sandino Moreno | Csondor Kata    |
| A jós    | Ruy Polanah             | ?               |
| Nazda    | Matheus Nachtergaele    | ?               |
| Samy     | Gilson Adalberto Gomes  | ?               |
| Rodrigo  | Milhem Cortaz           | ?               |
| Lazare   | Luke Denis Nolan        | ?               |